# Shui Qingxia
Shui Qingxia (chinesisch 水庆霞 Shuǐ Qìngxiá; * 18. Dezember 1966 in Funing, Jiangsu) ist eine ehemalige chinesische Fußballspielerin und heutige Trainerin.

## Karriere

### Nationalmannschaft
Mit der chinesischen A-Nationalmannschaft nahm sie bereits an der Weltmeisterschaft 1991 teil und kam hier auf zwei Einsätze. Auch bei dem Turnier im Jahr 1995 war sie dann dabei und stand hier in vier Spielen auf dem Platz. Ein Jahr später nahm sie mit ihrer Mannschaft auch an den Olympischen Spielen 1996 teil, wo sie am Ende die Silber-Medaille gewannen. Danach nahm sie auch noch bei den Spielen im Jahr 2000 ein weiteres Mal mit ihrem Team an dem dortigen Fußball-Turnier teil. 

### Trainerin
Als Trainerin war sie bis November 2021 bei Shanghai Shengli aktiv, wonach sie anschließend als Nationaltrainerin der chinesischen Mannschaft berufen wurde. Gemeinsam mit denen gewann sie die Asienmeisterschaft 2022 (der erste Gewinn des Turniers seit 2006) und qualifizierte sich damit für die Weltmeisterschaft 2023.